# Baldomero Hernández Carreras
Baldomero Hernández Carreras (Maó, 1923 - 21 de maig de 2009) fou un militar menorquí, capità general de Catalunya en la dècada del 1980.

## Biografia
Ingressà voluntari al Regiment d'Artilleria n. 6 de Villacarlos en 1941, i en 1942 com a cadet a l'Acadèmia General Militar on formà part de la primera promoció de l'adcadèmia després de la guerra civil espanyola. En 1944 obté el grau d'alferes i passa a l'Acadèmia d'Artilleria de Segòvia, on va obtenir el grau de tinent. També va fer estudis de psicologia, economia política i estadística general. Fou regidor de l'ajuntament de Maó entre 1965 i 1969, durant el govern de Gabriel Seguí Mercadal. La seva família fou una de les patrocinadores de l'Enciclopèdia de Menorca.
Després de prestar serveis a Melilla, Menorca i a l'Escola d'Estat Major, en 1981 fou ascendit a general de brigada i destinat a l'Estat Major de la V Regió Militar. En febrer de 1983 fou ascendit a general de divisió i en abril fou nomenat comandant militar de Barcelona, càrrec que deixà el setembre del mateix any quan fou nomenat governador militar de Navarra. En 1984 fou ascendit a tinent general, i en novembre del mateix any fou nomenat capità general de la V Regió Militar en substitució de Manuel Álvarez Zalba. Ocupà el càrrec fins que en desembre de 1986 fou nomenat capità general de la IV Regió Militar (Catalunya) i posteriorment de la Regió Militar Pirinenca Oriental, amb seu a Barcelona. El 26 de setembre de 1987 va cessar en el càrrec i fou substituït per José Luis Carrasco Lanzós.

## Obres
- La Milicia Nacional y las quintas en Mahón durante el Trienio Liberal (1820-1823) Pròleg de Josep M. Vidal Hernández, ISBN 978-84-934324-8-5 Consorcio Militar de Menorca, 2009 Amb la col·laboració de l'Institut Menorquí d'Estudis; Ajuntament de Maó[10]